# Зассенбург
Зассенбург (нім. Sassenburg) — сільська громада в Німеччині, розташована в землі Нижня Саксонія. Входить до складу району Гіфгорн.
Площа — 88,4 км2. Населення становить 11 872 ос. (станом на 31 грудня 2021).